# الزهير (أقصوصة)
الزهير (El Zahir «اِلْزَهِير» > الظاهر) أقصوصة سفرها الكاتب خورخي لويس بورخيس الأرجنتيني. وهي إحدى أوائل القصص التي نشرها في كتاب الألف وقصص أخرى